# M'Balel
M'Balel este o comună din departamentul Keurmacen, Regiunea Trarza, Mauritania, cu o populație de 14.129 locuitori.